# Capanna Alpe d'Alva
La capanna Alpe d'Alva è un rifugio alpino situato nel comune di Riviera (frazione Lodrino), nel Canton Ticino, nella valle di Lodrino, nelle Alpi Lepontine, a 1.570 m s.l.m.

## Storia
Fu inaugurata nel 1994.

## Caratteristiche e informazioni
La capanna è disposta su due piani, con refettorio unico per un totale di 15 posti. Sono a disposizione piani di cottura sia a legna che a gas, completi di utensili di cucina. I servizi igienici e l'acqua corrente sono all'interno dell'edificio. Il riscaldamento è a legna. L'illuminazione è prodotta da pannelli solari. I posti letto suddivisi in 2 stanze da 3 e 21 posti letto.

## Accessi
- Lodrino 269 m - è raggiungibile sempre anche con l'autobus di linea (linea 193) - Tempo di percorrenza: 3 ore e 30 minuti - Dislivello: 1.301 metri- Difficoltà: T2
- Lègri 582 m - è raggiungibile in auto da Rodaglio con un permesso speciale - Tempo di percorrenza: 2 ore e 30 minuti - Dislivello: 988 metri- Difficoltà: T2
- Ponte 881 m - è raggiungibile in auto da Rodaglio con un permesso speciale - Tempo di percorrenza: 2 ore - Dislivello: 689 metri - Difficoltà: T2

## Escursioni
- Forcarella di Lodrino 2.223 m - Tempo di percorrenza: ? - Dislivello: 653 metri - Difficoltà: T3

## Ascensioni
- Cima di Negrös 2.182 m - Tempo di percorrenza: 2 ore - Dislivello: 612 metri - Difficoltà: T3
- Cima Stüell 2.312 m - Tempo di percorrenza: 3 ore e 30 minuti - Dislivello: 742 metri - Difficoltà: T3
- Poncione Rosso 2.505 m - Tempo di percorrenza: 5 ore - Dislivello: 935 metri - Difficoltà: almeno T4

## Traversate
- Capanna Alpe Fümegna 5 ore
- Capanna Cornavòsa 5 ore